# Iris Lezcano Jiménez
Iris Lezcano Jiménez (Aldaia, Horta Oest, 1985) és una actriu valenciana. Al llarg de la seva carrera, ha participat en nombroses sèries d'èxit com ara L'Alqueria Blanca, Hospital Central o El comisario, en la sèrie d'esquetxos de TVE José Mota presenta... i en obres de teatre com ara Un jardín francés. A més, ha donat vida al personatge històric Johanna Maria van der Gheynst a la sèrie Carlos, rey emperador.

## Biografia
Iris Lezcano es va formar com a actriu a l'Escola Superior d'Art Dramàtic de València. En acabar la carrera va començar a treballar a la sèrie de Telecinco Sin tetas no hay paraíso, protagonitzada per Miguel Ángel Silvestre i Amaia Salamanca, on interpretava el personatge de Paula. També fou, durant cinc temporades, Anitín a la popular sèrie de Canal Nou L'Alqueria Blanca.
Durant la seva etapa a Londres es va continuar formant en el camp de la interpretació, assistint a classes a l'Actor's Centre, i va treballar en nombrosos espots britànics i en un episodi de la sèrie de BBC Three Live at the electric.
El 2016, fou triada per la Diputació de València per a protagonitzar el vídeo promocional de la nova marca turística de la demarcació, "València, València, València, Turisme".
El juny del 2017 s'estrená la pel·lícula Mil coses que faria per tu, dirigida per Dídac Cervera, on comparteix protagonisme amb Peter Vives.

## Obra

### Cinema
- Mil coses que faria per tu (2017), en el paper de Mònica.

### Televisió
| Títol                    | Cadena    | Paper                   |
| ------------------------ | --------- | ----------------------- |
| Carlos, rey emperador    | TVE       | Johanna Van der Gheinst |
| José Mota presenta...    | TVE       | Diversos                |
| L'Alqueria Blanca        | Canal Nou | Anna                    |
| Entre dos reinos         | Canal Nou | Amparo                  |
| Live at the electric     | BBC Three | Angelina                |
| Sin tetas no hay paraíso | Telecinco | Paula                   |
| Maniàtics                | Canal Nou | Anna Mari               |
| El comisario             | Telecinco | Olga                    |
| Hospital Central         | Telecinco | Eva                     |
| Síndrome Laboral         | Canal Nou | María                   |

### Teatre
| Obra                    | Director/Autor |
| ----------------------- | -------------- |
| Habitación 069          | Rafa Alarcón   |
| Un jardín francés       | Ximo Solano    |
| Después de la lluvia    | Ramón Moreno   |
| La excepción y la regla | Bertolt Brecht |